# Neuenweg (Bergisch Gladbach)
Neuenweg ist ein Ortsteil im Stadtteil Lückerath von Bergisch Gladbach.

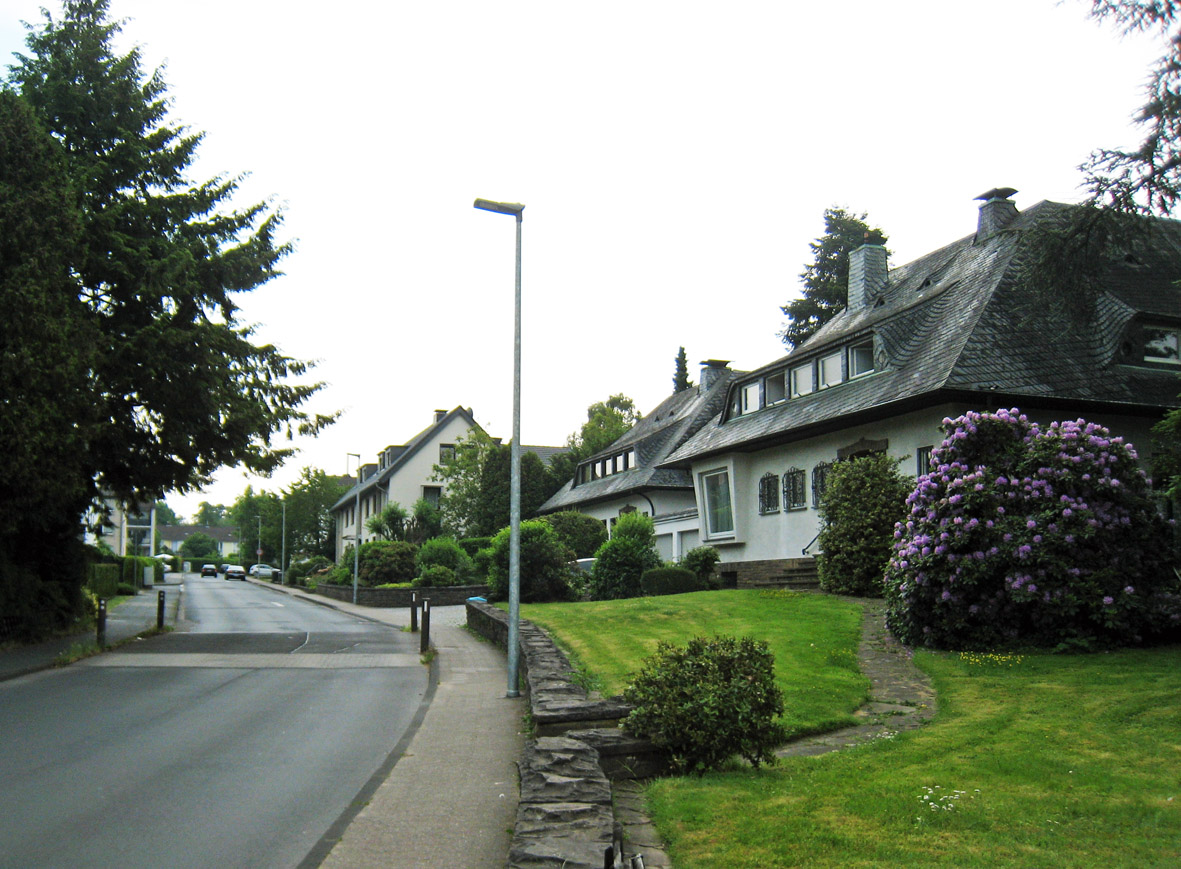
Neuenweg in Richtung Kölner Straße

## Geschichte
Es handelt sich um eine frühneuzeitliche Siedlungsgründung mit dem Namen Neuenweg, die inzwischen zu einer Straßenbezeichnung geworden ist. Sie leitet sich her von den alten Gewannenbezeichnungen Neuenwegsfeld und Am neuen Weg. 1905 zählte die Siedlung sechs Gebäude und 30 Einwohner. Der Flurname Neuenweg bezog sich auf die Lage der Siedlung nahe bei der gut ausgebauten Landstraße von Bensberg (Kölner Straße) nach Köln. Sie wird im Urkataster als „Straße von Cöln nach Bensberg/Aggerstraße“ verzeichnet.